# Oleiros, Galicien
Oleiros är en kommun i Spanien. Den ligger i provinsen A Coruña i den autonoma regionen Galicien i nordvästra delen av landet, 500 km väster om huvudstaden Madrid. Antalet invånare är 38 333 (2024).